# Duna del Lago di Burano
Duna del Lago di Burano este o arie protejată (arie specială de conservare — SAC, sit de importanță comunitară — SCI) din Italia întinsă pe o suprafață de 98 ha, integral pe uscat.

## Localizare
Centrul sitului Duna del Lago di Burano este situat la coordonatele 42°23′53″N 11°22′20″E / 42.398056°N 11.372222°E.

## Înființare
Situl Duna del Lago di Burano a fost declarat sit de importanță comunitară în iunie 1995 pentru a proteja 6 specii de animale. Situl a fost protejat și ca arie specială de conservare în decembrie 2016.

## Biodiversitate
Situată în ecoregiunea mediteraneană, aria protejată conține 12 habitate naturale: Pășuni mediteraneene udate de apa mării (Juncetalia maritimi), Lagune de coastă, Dune mobile cu vegetație embrionară, Păduri de Quercus ilex și Quercus rotundifolia, Dune de coastă cu Juniperus spp., Vegetație anuală la limita mareei, Dune cu vegetație ierboasă Malcolmietalia, Dune cu tufărișuri sclerofile Cisto-Lavenduletalia, Dune de pe litoral fixate cu Crucianellion maritimae, Dune cu vegetație ierboasă Brachypodietalia cu specii anuale, Dune mobile de-a lungul țărmului cu Ammophila arenaria („dune albe”), Pajiști umede mediteraneene cu ierburi înalte de Molinio-Holoschoenion.
La baza desemnării sitului se află mai multe specii protejate:
- păsări (1): prundăraș de sărătură (Charadrius alexandrinus)
- nevertebrate (2): Euplagia quadripunctaria, rădașcă (Lucanus cervus)
- pești (1): Aphanius fasciatus
- reptile (2): șarpele cu patru dungi (Elaphe quatuorlineata), țestoasă bănățeană (Testudo hermanni)

Pe lângă speciile protejate, pe teritoriul sitului au mai fost identificate 4 specii de plante, 1 specie de amfibieni, 1 specie de mamifere, 6 specii de nevertebrate, 5 specii de reptile.